# Eugoa perfasciata
Eugoa perfasciata är en fjärilsart som beskrevs av Rothschild 1913. Eugoa perfasciata ingår i släktet Eugoa och familjen björnspinnare. Inga underarter finns listade i Catalogue of Life.